# Finer Moments
Albums de Frank Zappa
Road Tapes, Venue 1
(2012) Road Tapes, Venue 2
(2013)
Finer Moments est un double album posthume de Frank Zappa. Il s'agit d'une compilation préparée par Zappa en 1972 qui n'a jamais été commercialisée de son vivant. Elle mêle extraits de concerts (1968 et 1971 principalement) et collages sonores réalisés par Zappa.

## Liste de titres

### Disque 1
1. Intro (1 min 19 s)
2. Sleazette (3 min 32 s)
3. Mozart Piano Sonata In Bb (6 min 20 s)
4. The Walking Zombie Music (3 min 22 s)
5. The Old Curiosity Shoppe (7 min 08 s)
6. You Never Know Who Your Friends Are (2 min 19 s)
7. Uncle Rhebus (17 min 43 s)

### Disque 2
1. Music From "The Big Squeeze" (41 s)
2. Enigmas 1 Thru 5 (8 min 14 s)
3. Pumped And Waxed (4 min 18 s)
4. There Is No Heaven From Where Slogans Go To Die (4 min 36 s)
5. Squeeze It, Squeeze It, Squeeze It (3 min 20 s)
6. The Subcutaneous Peril (19 min 38 s)

## Commentaires
Si la compilation n'a jamais été éditée jusqu'en 2012, des extraits ont été publiés sur différents albums. Ainsi, Mozart Piano Sonata In Bb apparait sur le premier disque de la compilation You Can't Do That on Stage Anymore, Vol. 5, édité sous le titre Mozart Ballet ; l'introduction de You Never Know Who Your Friends Are est audible sous le nom Harmonica Fun dans Mystery Disc. Uncle Rhebus a été disséminé dans Beat the Boots I (sous le titre Uncle Meat/King Kong) et dans You Can't Do That on Stage Anymore, Vol. 5 (Baked-Bean Boogie et Piano/Drum Duet). Music From The Big Squeeze a été utilisé dans The Lost Episodes (1996), Enigmas 1 Thru 5 l'a été dans le titre Theme From Burnt Weeny Sandwich, There Is No Heaven From Where The Slogans Go To Die est la version longue de You Call That Music?, publié dans l'album You Can't Do That on Stage Anymore, Vol. 5, idem pour Squeeze It, Squeeze It, Squeeze It. Enfin, The Subcutaneous Peril comprend des morceaux des solos des titres Pound for a Brown et King Kong publiés dans l'album Carnegie Hall, en 2011.

## Musiciens
- Frank Zappa : guitare, chant
- Lowell George : guitare
- Bob Harris (en) : claviers
- Don Preston : claviers
- Ian Underwood : claviers, bois
- Howard Kaylan : cloche, tambourin
- Mark Volman : cloche, tambourin
- Bunk Gardner : bois, chant
- Motorhead Sherwood : saxophone baryton, tambourin, harmonica
- Ian Underwood : clarinette, claviers, saxophone alto, piano, bois.
- Roy Estrada : basse, chant
- Jim Pons : basse
- Jimmy Carl Black : batterie, chant
- Aynsley Dunbar : batterie
- Art Tripp III : batterie, percussion

## Production
- Production : Gail Zappa, Joe Travers
- Direction musicale : Frank Zappa
- Conception pochette : Bill Miller